# Église Saint-Nicolas-le-Thaumaturge-de-la-Sloboda-Épiscopale de Vologda
L'église Saint-Nicolas-le-Thaumaturge-de-la-Sloboda-Épiscopale (en russe : Храм Николая Чудотворца во Владычной слободе) est l'une des plus anciennes églises de la ville de Vologda qui ait été conservée. C'est un édifice en pierre construit en 1669. La sloboda Vladytchnaïa est située dans le raïon de Zaretche à Vologda, qui a reçu son nom en 1649, avant la construction de la Cour de l'Archevêque. 

## Histoire
L'église Saint-Nicolas de la sloboda est la huitième église en pierre de la ville, mais du fait que beaucoup des premières églises ont disparu, elle devient la troisième après la
Cathédrale Sainte-Sophie de Vologda, l'église Dmitri Priloutski de Navoloke, sans compter le Monastère Spasso-Priloutsky qui n'a intégré les limites de la ville qu'en 1933, à la suite du développement de celle-ci.

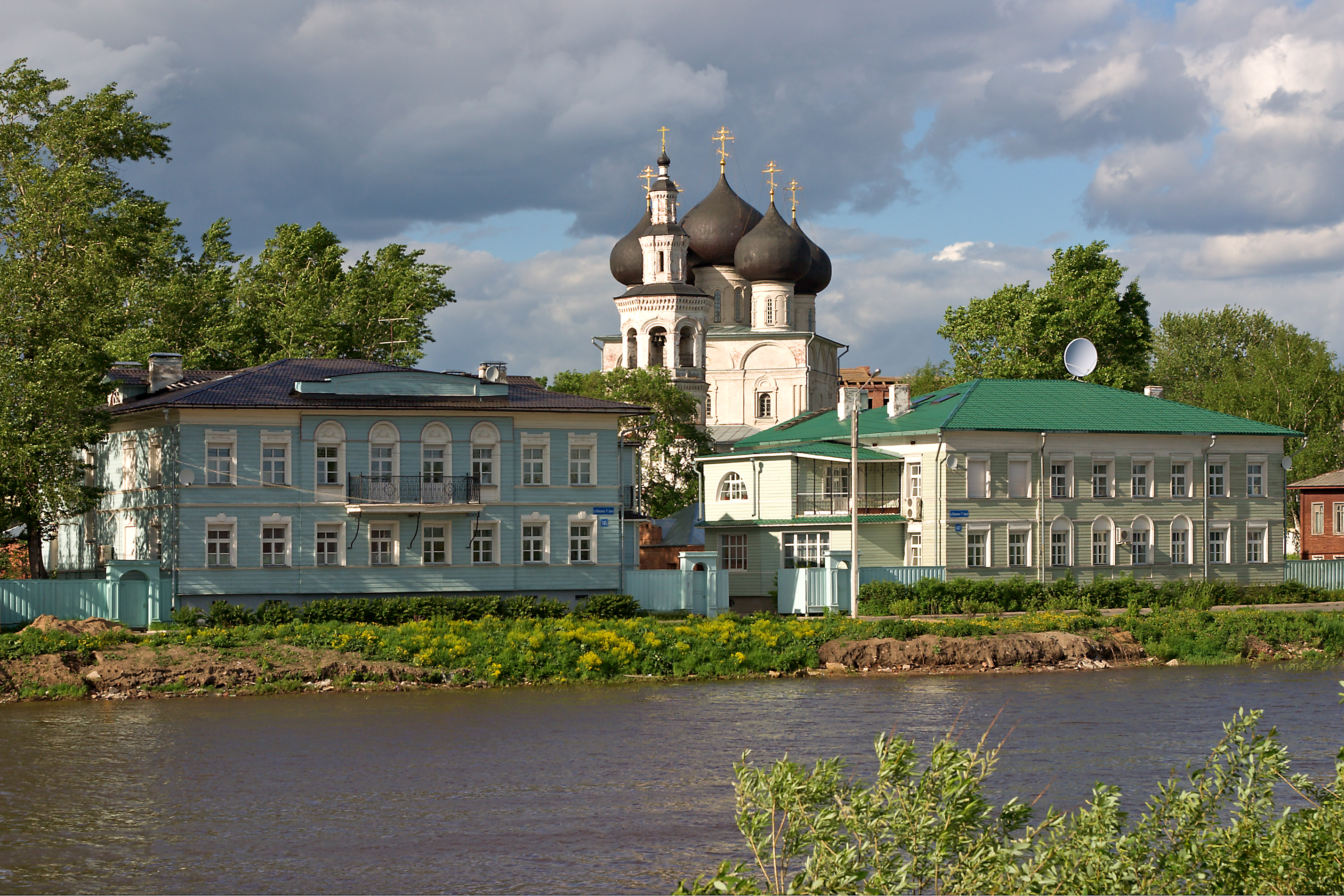
Bords de la rivière Vologda (rivière)

 En 1781, la paroisse de Saint Nicolas était la troisième de la ville. En 1892, elle occupe la deuxième place avec 847 paroissiens.
En février 1930, sous lé régime soviétique l'église est fermée et les cloches sont enlevées. Au début elle sert de centre de dékoulakisation de la partie centrale et méridionale de l' URSS. Puis l'édifice, après avoir perdu sa coupole, devient une fabrique de jouets et de chaussons. Au début des années 1990 se crée une communauté qui rassemble des fonds pour la restauration de l'édifice. Grâce à cela une nouvelle coupole est construite et à l'intérieur la maçonnerie est restaurée.   
Aujourd'hui, on trouve dans l'église des reliques d' Antonin évêque de Vologda et de Perm (1585—1588), déplacées depuis la Cathédrale Sainte-Sophie de Vologda le 26 septembre 1998.

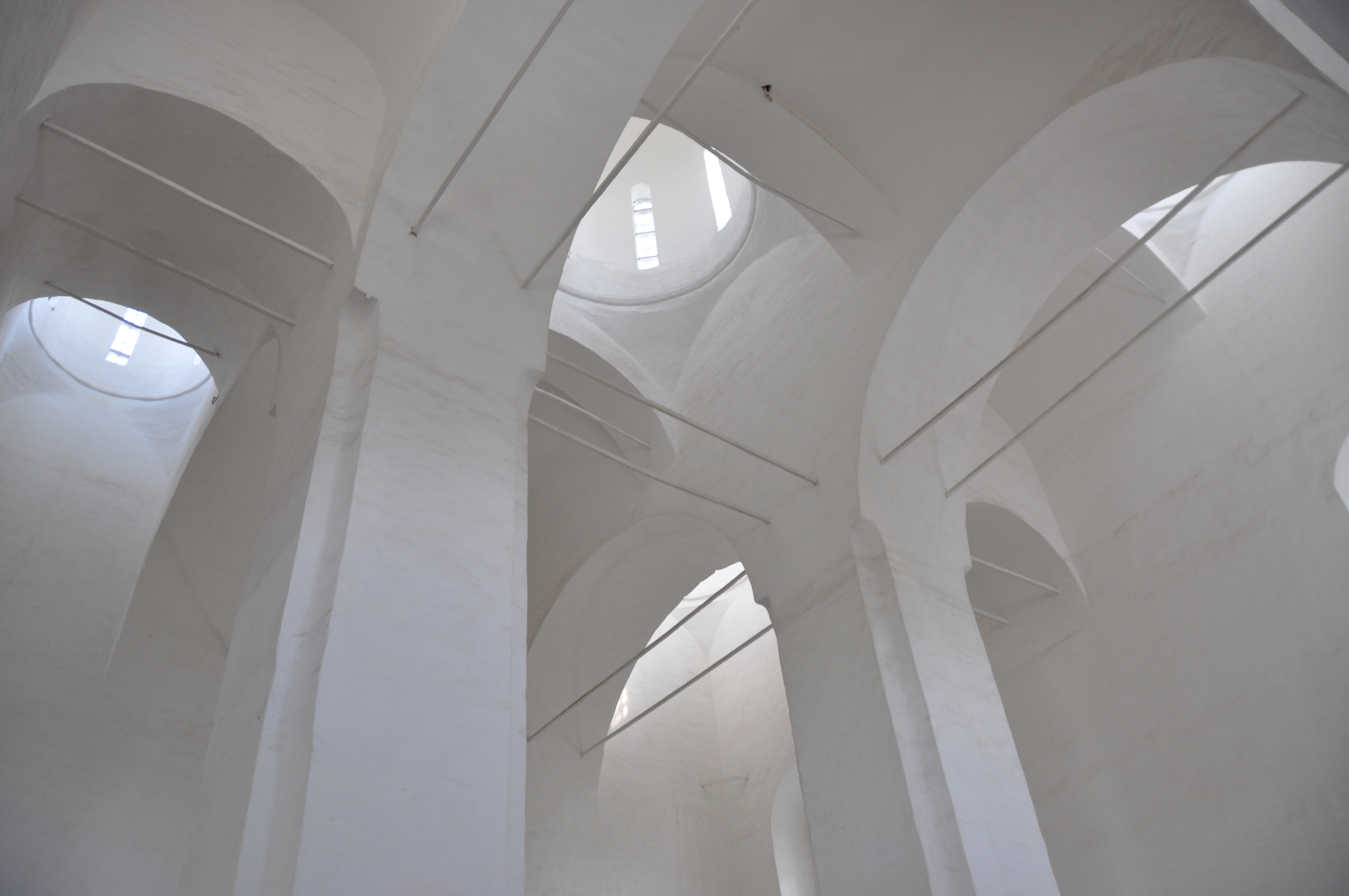
Intérieur de l'église Saint-Nicolas avec sa structure sur deux piliers

## Architecture
L'édifice se distingue, parmi ceux construits à la même époque, par sa dimension, ses cinq sources de lumière (une par tambour) et sa structure d'appui sur deux piliers. Pour ce qui concerne les autres caractéristiques il faut signaler : un grand podklet, la décoration extérieure, le clocher reconstruit au XVIIIe siècle. L'église est typique des édifices de la seconde moitié du XVIIe siècle.
Georges Loukomski décrit ainsi l'église Saint-Nicolas : « L'église Saint-Nicolas-le-Thaumaturge-de-la-Sloboda-Épiscopale se présente comme un édifice à centre cubique, couronné par cinq dômes étroits et disposés de manière élégante ainsi que par sa coupole. Et encore par ses formes brillantes, ses bulbes, ses tambours décoratifs, ses arcs soutenus par des colonnes ». Le traitement des façades exprime clairement le souci décoratif, surtout avec ses grands zakomars séparés des murs par la corniche. Les peintures murales garnissent la partie supérieure de l'église. Du côté ouest le trapeznaïa est relié à l'église par un clocher à plusieurs niveaux construit au milieu du XVIIIe siècle. Sa base est quadrangulaire tandis que le premier niveau est octogonal. 
L'intérieur de l'église est réalisé en style baroque. La peinture murale a remplacé les riches moulures décoratives qui couvraient la voûte, les arcs et les piliers. L'église possédait une iconostase de style Louis XVI qui se composait de parties peintes et d'autres sculptées en bois.